# Plombières (crème glacée)
Pour les articles homonymes, voir Plombières.

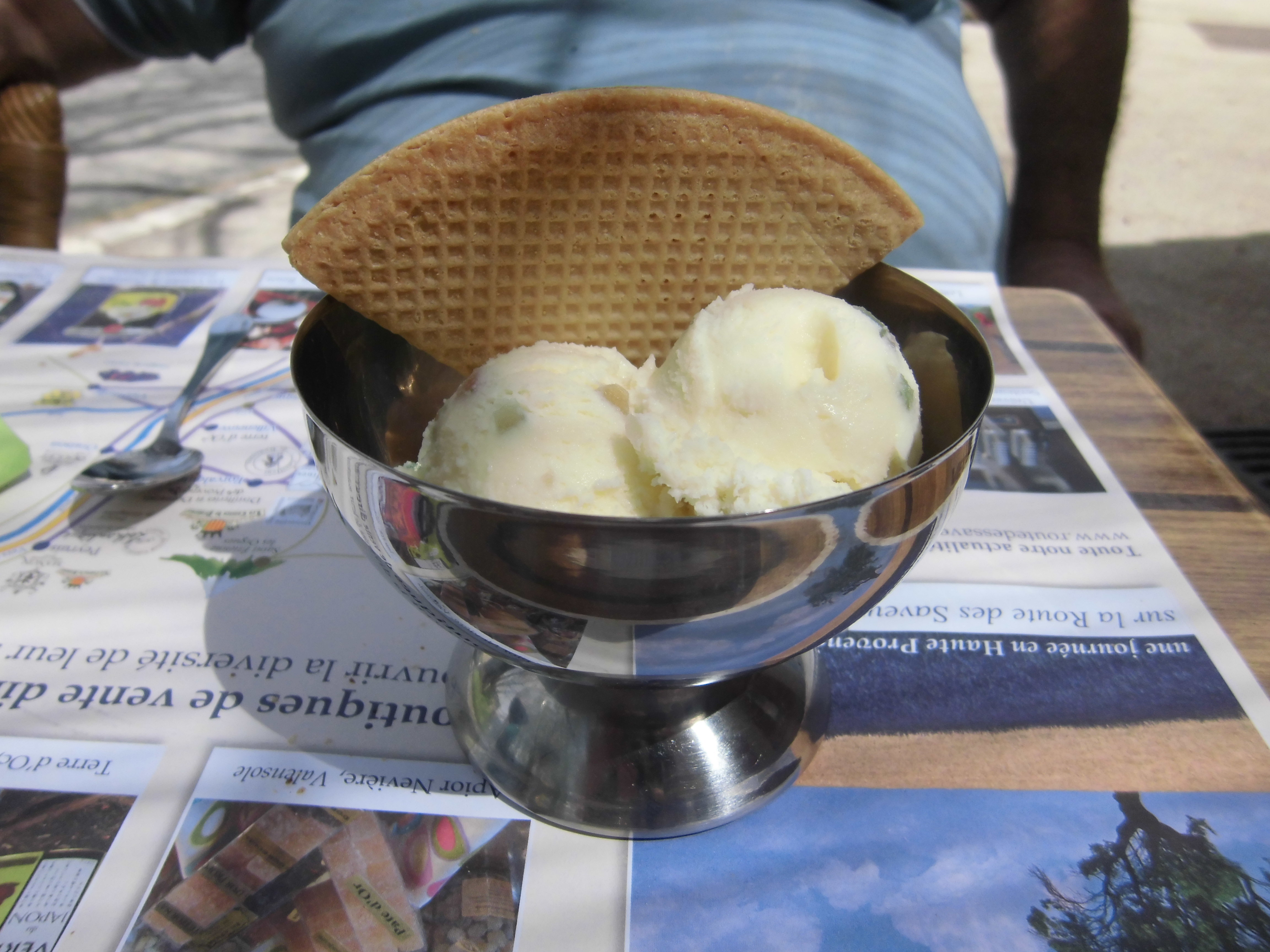
Coupe de glace plombières aux fruits confits.

La plombières est une crème glacée à l'extrait d'amandes, parfumée au kirsch et aux fruits confits.

## Histoire

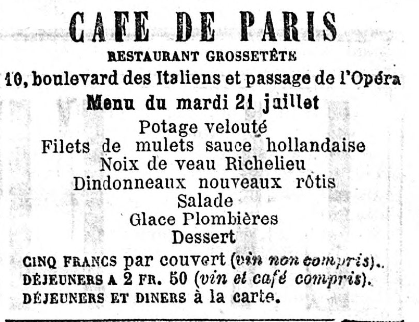
Menu du Café de Paris mentionnant la glace Plombières (21 juillet 1868).

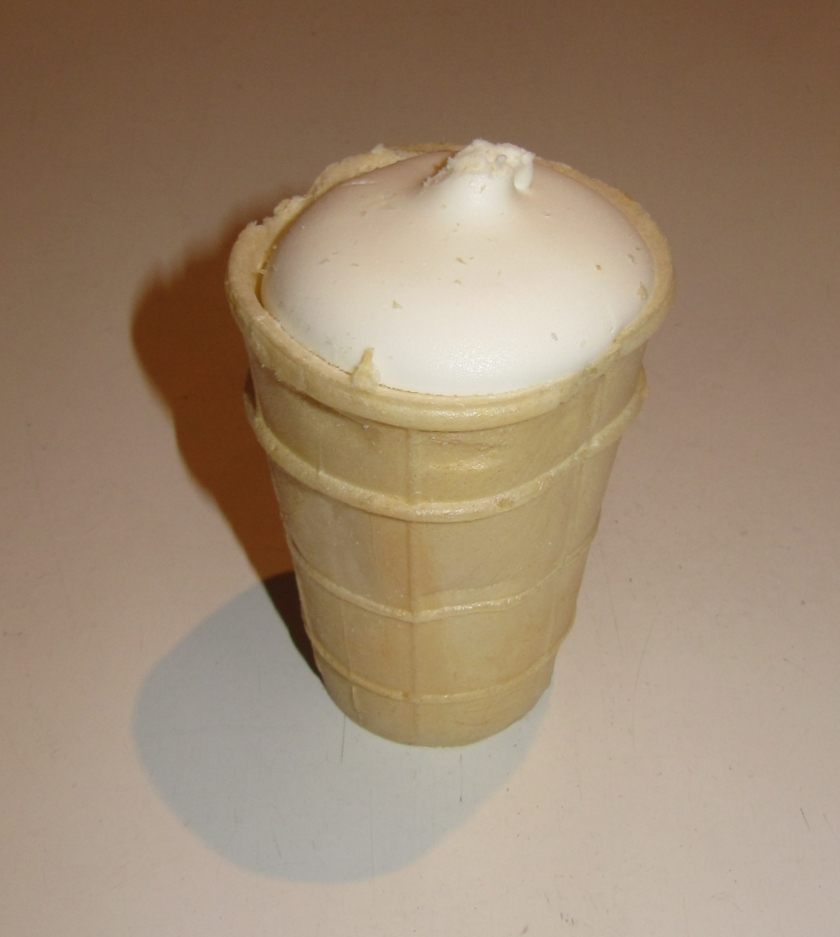
Glace dite Plombir, vendue en Allemagne en grande surface : la recette contient des fruits confits.

L'origine de cette crème glacée est sujet à débat. Il s'agit d'abord et avant tout d'une crème dite « à la française », d'un entremets, et non d'un dessert, que l'on confectionne sans colle de poisson, et qui sert le plus souvent à décorer des mets, à garnir ou à couvrir. Quant au mot « plombières », parfois écrit au singulier, avec ou sans majuscule, il semble difficile de le relier directement à la station thermale de Plombières-les-Bains, pourtant connue au moins depuis le XVIIIe siècle pour ses eaux.
Selon Pierre Lacam (1893), « la “crème plombière(s)” tire son nom de l'ustensile où l'on frappe, appelé aujourd'hui sorbetière, autrefois l'on disait une plombière, vu que l'ustensile est en plomb et étain ». Cette étymologie est confirmée par Joseph Favre, dans son Dictionnaire universel de cuisine, qui précise que « “plombière”, [est] synonyme de “bombe”, parce qu'on les moulait dans des récipients en étain ou de plomb ».
Dans son Pâtissier royal parisien (1815), Marie-Antoine Carême donne pour la « crème-plombière », la recette suivante :

« Mettez dans une casserole huit jaunes et une cuillerée de farine de crème de riz ; ajoutez trois verres de bon lait presque bouillant ; placez le tout sur un feu modéré, en remuant toujours la crème avec une cuillère en bois. Lorsqu'elle commence à prendre, vous l'ôtez du feu, et vous la remuez parfaitement pour la délayer bien lisse ; après quoi, vous la cuisez sur un feu doux pendant quelques minutes. Cette crème doit être de la consistance d'une crème pâtissière bien faite. Alors, vous y mêlez six onces de sucre en poudre et un grain de sel ; après l'avoir changée de casserole, vous la mettez à la glace ; mais ayez soin de la remuer de temps en temps. En refroidissant, elle s'épaissit un peu. Lorsqu'elle est froide, et au moment de servir, vous y mêlez un verre de bon marasquin d'Italie, et ensuite une bonne assiette de crème fouettée bien égouttée. Le tout parfaitement amalgamé doit vous donner une crème veloutée, légère et d'un moelleux parfait. Alors, vous dressez votre crème en rocher dans une casserole d'argent, dans de petits pots, dans une croûte de vol-au-vent glacé et couverte d'une sultane, ou simplement dans une croûte de tourte d'entremets, dans un biscuit en puits ou dans une abaisse en pâte d'amandes. »

Cette crème peut prendre le nom de « dame-blanche », quand les amandes douces et amères sont utilisées comme composés principaux. On trouve sous la plume de Jules Gouffé (1873) mention de la « crème plombières », dessert pâtissier dont il donne la recette suivante, qu'il dit tenir des frères Robert : « Mondez trois hectos d'amandes douces et 80 grammes d'amères, lavées et ressuyées dans une serviette. Pilez les amandes en les mouillant avec du lait froid. Lorsqu'elles sont bien en pâte, mouillez-les avec un 1 litre et demi de crème bouillie. Passez avec pression dans une serviette, qui doit être lavée à l'eau chaude, avant de servir. » Les frères Robert en question avaient ouvert un prestigieux restaurant en 1789 à Paris, selon Marie-Antoine Carême dans son fameux Maître-d'hôtel français. Traité des menus (1822), auxquels l'ouvrage est d'ailleurs dédié et où il mentionne « la crème à la Plombière ».
On trouve dans Le Gastronome : journal universel du goût au 25 avril 1830 dans un menu en trois services mention d'un entremets, la « charlotte russe, décorée à la crème Plombières ».
Le caricaturiste Honoré Daumier, dans Les Cent et un Robert-Macaire (1839) écrit : « Au spectacle, si Macaire aperçoit madame Macaire dans une loge, il lui fait tenir, par l’ouvreuse, un petit billet ainsi conçu : Je prendrais bien une glace au marasquin, ou une plombiere [sic] au corinthe ; mais absence totale… de capitaux. Il dit à la messagère : - Vous direz à ma femme que je suis fortement altéré, et que je me trouve sans monnaie. Madame Macaire remet sa bourse à l’ouvreuse. » Le « corinthe » ? Ce sont les raisins secs macérés dans du rhum.
L'écrivain Honoré de Balzac, dans son roman Splendeurs et misères des courtisanes publié originellement en 1844, écrit : « À la fin du souper on servit des glaces, dites plombières. Tout le monde sait que ces sortes de glaces contiennent de petits fruits confits très délicats placés à la surface de la glace qui se sert dans un petit verre, sans y affecter la forme pyramidale. Ces glaces avaient été commandées par madame du Val-Noble chez Tortoni, dont le célèbre établissement se trouve au coin de la rue Taitbout et du boulevard. La cuisinière fit appeler le mulâtre pour payer la note du glacier. » Il ajoute plus loin : « […] le vieux Peyrade, qui d’ailleurs, avait notablement bu, gobait la petite cerise de sa plombière. »
Le glacier en question cité par Balzac n'est autre que le Café Tortoni, appartenant à la maison fondée par Velloni, placée à l'angle de la rue Taitbout et de l'actuel boulevard des Italiens, près de l'Opéra de Paris, et qui propose de la crème glacée plombières à ses clients durant les années 1820-1840. Comme pour toute glace, la crème est sanglée dans un moule, lequel est en fer blanc dès les années 1830. Le fait de rajouter des fruits confits est une option, tout comme la cerise confite (on dirait aujourd'hui en mauvais français, un toping). Il est impossible d'affirmer que Tortoni serve alors des glaces à la Plombières, en référence à la station thermale puisque Carême, dans son ouvrage, ne le fait pas.
Faut-il pour autant relier le nom de ce dessert à l'entrevue de Plombières le 21 juillet 1858 entre Napoléon III et le turinois Camillo Cavour, commencée à 11 heures du matin et terminé quatre heures plus tard ? Le problème est qu'aucun témoin n'a rapporté le menu servi au déjeuner.
Quant à l'ajout de kirsch, proche du marasquin, il est, comme les fraises et les fruits secs, ou d'autres alcools, le fait d'une tradition et de l'évolution du goût des consommateurs : on trouve par exemple mention de « glace Plombières au kirsch » en 1899 dans la presse française comme signe de « bonne table ». Certains glaciers et pâtissiers lorrains s'en sont fait une spécialité.

## Variations
La glace Plombières a donné son nom à une crème glacée soviétique appelée Plombir (Пломбир), toujours vendue dans la Russie contemporaine et également en Allemagne.
La plombières ne doit pas être confondue avec la glace Malaga, une glace à la vanille agrémentée de raisins secs macérés dans du malaga ou du rhum.